# Centre hospitalier de Dieppe
Le centre hospitalier de Dieppe est un centre hospitalier situé à Dieppe en Seine-Maritime.

## Description
L’hôpital dessert un bassin de population d'environ 170 000 habitants et accueille diverses activités médicales. 
Il dispose d'un SSIAD (Service de soins infirmiers à domicile).